# Liste der Naturdenkmäler im Bezirk Melk
Die Liste der Naturdenkmäler im Bezirk Melk enthält die Naturdenkmäler im Bezirk Melk.

## Naturdenkmäler
| Foto |                 | Name                                                      | ID     | Standort | Beschreibung                                                                                                   | Fläche | Datum      |
| ---- | --------------- | --------------------------------------------------------- | ------ | --- | --- | ------ | ---------- |
| 0 BW | Datei hochladen | Stieleiche                                                | ME-068 | Bergland KG: Holzing GrStNr: 1317 Standort | |        | 10.01.2005 |
| 1    | Datei hochladen | 1 Stieleiche                                              | ME-058 | Bischofstetten KG: Bischofstetten GrStNr: 3295 (alt: 2117/2) Standort | |        | 03.09.1986 |
| 1    | Datei hochladen | 1 Stieleiche                                              | ME-067 | Hofamt Priel KG: Priel Hofamt GrStNr: 2301/1 Standort | Anmerkung: Objektvermutung                                                                                     |        | 23.01.2004 |
| 1    | Datei hochladen | 1 Linde                                                   | ME-016 | Kilb KG: Kilb GrStNr: 1291/2 Standort | |        | 09.10.1931 |
| 0 BW | Datei hochladen | 2 Lindenbäume                                             | ME-048 | Kirnberg an der Mank KG: Kirnberg GrStNr: 666 Standort | |        | 30.12.1977 |
| 1    | Datei hochladen | "Auwald-Altbestandrest mit Lacke und umgebendem Gewässer" | ME-064 | Leiben KG: Ebersdorf GrStNr: 175/8; 190 Standort | |        | 15.03.1993 |
| 1    | Datei hochladen | 1 Lebensbaum                                              | ME-038 | Leiben KG: Weitenegg GrStNr: 139/1 Standort | |        | 27.04.1961 |
| 0 BW | Datei hochladen | Baumbestand in Loosdorf                                   | ME-063 | Loosdorf KG: Loosdorf GrStNr: 1793 Standort | |        | 14.08.1990 |
| 1    | Datei hochladen | Gesteinsaufschluss, Kersantitgänge im Granulit            | ME-022 | Marbach an der Donau KG: Auratsberg GrStNr: 1727/1 Standort | |        |            |
| 1    | Datei hochladen | Felsgebilde „Teufelstein, Granzer Jüd“                    | ME-005 | Marbach an der Donau KG: Granz GrStNr: 59 Standort | |        |            |
| 1    | Datei hochladen | 1 Weinstock                                               | ME-030 | Melk KG: Melk GrStNr: .41 Standort | Jahrhunderte alter Weinstock an der Fassade des Hauses Kremser Straße 2                                        |        | 24.09.1956 |
| 1    | Datei hochladen | 1 Pimpernussbaum                                          | ME-053 | Melk KG: Winden GrStNr: 276/1 Standort | |        | 28.12.1981 |
| 0    | Datei hochladen | Linker Zubringer zum Kehrbach                             | ME-070 | Münichreith-Laimbach KG: Laimbach GrStNr: 359/2 | |        | 27.05.2014 |
| 0 BW | Datei hochladen | 1 Linde                                                   | ME-066 | Neumarkt an der Ybbs KG: Kemmelbach GrStNr: 139 Standort | |        | 13.05.1998 |
| 1    | Datei hochladen | 1 Sommerlinde                                             | ME-002 | Persenbeug-Gottsdorf KG: Persenbeug GrStNr: 716/9 Standort | |        | 17.02.1989 |
| 0 BW | Datei hochladen | 1 Linde                                                   | ME-051 | Petzenkirchen KG: Petzenkirchen GrStNr: 543 Standort | |        | 14.08.1980 |
| 1    | Datei hochladen | 1 Platane                                                 | ME-020 | Pöchlarn KG: Brunn GrStNr: 756/1 Standort | Die Platane befindet sich auf einem umzäunten, uneinsichtigen, privaten Anwesen.                               |        | 18.09.1979 |
| 0 BW | Datei hochladen | 1 Rotbuche, 2 Stieleichen                                 | ME-023 | Pöchlarn KG: Ornding GrStNr: 1140 Standort | Anmerkung: Objektvermutung / Grundstücksgenau                                                                  |        | 26.01.1951 |
| 1    | Datei hochladen | 2 Platanen                                                | ME-003 | Pöchlarn KG: Pöchlarn GrStNr: 83/1 Standort | |        |            |
| 1    | Datei hochladen | Baumbestand des Schlossparkes Pöchlarn                    | ME-062 | Pöchlarn KG: Pöchlarn GrStNr: 83/1 Standort | |        | 15.03.1989 |
| 0 BW | Datei hochladen | Felsgebilde Teufelskessel                                 | ME-015 | Pöggstall KG: Aschelberg GrStNr: 1120/1 Standort | Anmerkung: Objektvermutung -evtl. im Bachbett                                                                  |        | 13.10.1989 |
| 1    | Datei hochladen | 1 Eibe                                                    | ME-009 | Pöggstall KG: Pöggstall GrStNr: 278/1 Standort | |        |            |
| 1    | Datei hochladen | 1 Efeustock                                               | ME-010 | Pöggstall KG: Pöggstall GrStNr: 623 Standort | An der Friedhofsmauer bei der Filialkirche St. Anna im Felde.                                                  |        |            |
| 1    | Datei hochladen | 6 Efeustöcke                                              | ME-012 | Pöggstall KG: Pöggstall GrStNr: 621/6; 812 Standort | An der Fassade der Filialkirche St. Anna im Felde.                                                             |        | 03.06.1931 |
| 1    | Datei hochladen | 1 Kastanienbaum                                           | ME-040 | Pöggstall KG: Weinling GrStNr: 1148/1 Standort | |        | 01.10.1963 |
| 1    | Datei hochladen | 1 Rotföhre                                                | ME-025 | Ruprechtshofen KG: Zwerbach GrStNr: 114/1 Standort | |        | 03.09.1951 |
| 1    | Datei hochladen | 1 Platane                                                 | ME-041 | Schollach KG: Schallaburg GrStNr: 15/1 Standort | |        | 12.02.1968 |
| 0 BW | Datei hochladen | 1 Eibe                                                    | ME-013 | Schönbühel-Aggsbach KG: Wolfstein GrStNr: .32 Standort | |        | 17.02.1989 |
| 1    | Datei hochladen | 1 Rosskastanienbaum                                       | ME-060 | St. Leonhard am Forst KG: Ritzengrub GrStNr: 2527 (alt: 2520) Standort | Anmerkung: Objektvermutung – lt. Bescheid und altem Foto befindet sich der Kastanienbaum hinter der Kapelle    |        | 28.07.1987 |
| 1    | Datei hochladen | Melkfluss-Teilbereich in der Diemling                     | ME-057 | St. Leonhard am Forst, Zelking-Matzleinsdorf KG: Ritzengrub GrStNr: 1282; 1296/5; 1243/2; 1243/3; 1242/3; 1254; 1249; 1252; 1234/1; 1278; 1277/1; 1255/1; 1255/2; 1263; 1260; 1231/1; 1231/2; 1361; 2614; 2615; 2617; 2618; 2620; 2629; 2659; 2660; 2661; 2663; 2630; 2631; 2666; 2658; 2662; 2664; 2655/3; 2657/2; 2657/3; 708/1; 708/2; 725/1; 726; 727; 787/1; 775/2; 778; 780; 782; 787/2; 785/1; 786; 796/1; 1152/2; 1170/1; 1170/2; 785/2 Standort | |        | 13.04.1984 |
| 1    | Datei hochladen | Schlosspark St. Leonhard/Forst                            | ME-050 | St. Leonhard am Forst KG: Ritzengrub, St. Leonhard am Forst GrStNr: 986/2; 98 Standort | |        | 02.04.1980 |
| 0 BW | Datei hochladen | 1 Eibengruppe                                             | ME-024 | St. Leonhard am Forst KG: St. Leonhard am Forst GrStNr: 98 Standort | |        | 30.08.1951 |
| 1    | Datei hochladen | Flatterulme                                               | ME-069 | St. Leonhard am Forst KG: Aichbach GrStNr: 402/2 Standort | |        | 21.11.2005 |
| 0 BW | Datei hochladen | Wackelstein samt Auflage und Granitblöcke                 | ME-008 | St. Oswald KG: St. Oswald GrStNr: 173/1; 111 Standort | |        | 19.04.1989 |
| 1    | Datei hochladen | Tropfensteinhöhle                                         | ME-036 | Texingtal KG: Fischbach GrStNr: 141 Standort | Die Freinberghöhle mit der Katasternummer 1838/2 ist eine insgesamt 16 m lange Höhle mit einem Eingangsschluf. |        | 01.07.1958 |
| 1    | Datei hochladen | 1 Eibe                                                    | ME-042 | Texingtal KG: Weißenbach GrStNr: 682/8 Standort | |        | 12.11.1969 |
| 1    | Datei hochladen | 1 Rotbuche                                                | ME-052 | Weiten KG: Filsendorf GrStNr: 398/4 Standort | |        | 22.05.1980 |
| 1    | Datei hochladen | Ysperklamm                                                | ME-028 | Yspertal KG: Wimberg GrStNr: 1282; 1296/5; 1243/2; 1243/3; 1242/3; 1254; 1249; 1252; 1234/1; 1278; 1277/1; 1255/1; 1255/2; 1263; 1260; 1231/1; 1231/2; 1361 Standort | → Hauptartikel : Ysperklamm f1                                                                                 |        | 04.12.1952 |
| 1    | Datei hochladen | "Ausstand Alte Melk"                                      | ME-054 | Zelking-Matzleinsdorf KG: Mannersdorf GrStNr: 1250 (alt:1170/6) Standort | |        | 08.02.1982 |
| 0 BW | Datei hochladen | Felsgruppe Rogelstein                                     | ME-021 | Zelking-Matzleinsdorf KG: Zelking GrStNr: 1085/1 Standort | |        | 25.05.1942 |
| 1    | Datei hochladen | Winterlinde                                               | ME-043 | Pöggstall KG: Gerersdorf GrStNr: 514 Standort | |        | 17.04.1972 |

## Ehemalige Naturdenkmäler
| Foto |                 | Name                | ID     | Standort                                                   | Beschreibung | Fläche | Datum      |
| ---- | --------------- | ------------------- | ------ | ---------------------------------------------------------- | --- | ------ | ---------- |
| 0    | Datei hochladen | 1 Stieleiche        | ME-029 | Hürm KG: Sooß GrStNr: 242/4                                | |        | 18.09.1956 |
| 0 BW | Datei hochladen | 1 Linde             | ME-006 | Mank KG: Strannersdorf GrStNr: 214/8 Standort              | |        | 17.02.1989 |
| 0    | Datei hochladen | 1 Rosskastanie      | ME-045 | Pöggstall KG: Würnsdorf GrStNr: .13/2                      | |        | 31.01.1978 |
| 0    | Datei hochladen | 1 Eiche             | ME-061 | Schönbühel-Aggsbach KG: Aggsbach GrStNr: 132/15            | |        | 17.02.1989 |
| 0 BW | Datei hochladen | 2 Winterlinden      | ME-055 | St. Martin-Karlsbach KG: Karlsbach GrStNr: 386/12 Standort | |        | 08.06.1982 |
| 0    | Datei hochladen | 2 Sommerlinden      | ME-037 | Texingtal KG: Plankenstein GrStNr: .37/1                   | |        | 13.07.1960 |
| 1    | Datei hochladen | Bäume im Turmgarten | ME-046 | Ybbs an der Donau KG: Ybbs GrStNr: 80/1 Standort           | Im Bescheid wurden ein Faulbaum, eine Birke und zwei Linden unter Naturschutz gestellt. Auf einem Vermessungsplan von Mai 2017 des inzwischen in Professor-Wirtinger-Park umbenannten Turmgartens ist von den vier Bäumen nur noch eine Linde eingezeichnet. Am 13. Februar 2018 wurde die Linde gefällt um einem Hotelbau Platz zu machen. |        | 01.08.1978 |
| 0 BW | Datei hochladen | 1 Birnbaum          | ME-049 | Ybbs an der Donau KG: Göttsbach GrStNr: 1046 Standort      | |        | 28.11.1978 |
| 0 BW | Datei hochladen | 1 Rosskastanie      | ME-059 | Emmersdorf an der Donau KG: Gossam GrStNr: 1093/2 Standort | |        | 20.05.1987 |
| 0 BW | Datei hochladen | 1 Linde             | ME-065 | Dunkelsteinerwald KG: Neuhofen GrStNr: 119/2 Standort      | |        | 08.04.1992 |
| 1    | Datei hochladen | 2 Rosskastanien     | ME-032 | Schollach KG: Anzendorf GrStNr: 43/10 Standort             | |        | 19.01.1957 |

| Foto:                    | Fotografie des Naturdenkmals. Klicken des Fotos erzeugt eine vergrößerte Ansicht. Daneben finden sich zwei Symbole: \| Weitere Bilder vorhanden \| Das Symbol bedeutet, dass weitere Fotos des Objekts verfügbar sind. Durch Klicken des Symbols werden sie angezeigt. \| \| Eigenes Foto hochladen \| Durch Klicken des Symbols können weitere Fotos des Objekts in das Medienarchiv Wikimedia Commons hochgeladen werden. \| |
| Name:                    | Bezeichnung des Naturdenkmals laut offiziellen Quellen |
| ID                       | Identifikator |
| Standort:                | Es ist die Gemeinde und falls vorhanden die Adresse angegeben. Darunter sind die Katastralgemeinde (KG) und die Grundstücksnummer angeführt. Durch Aufruf des Links Standort wird die Lage des Denkmals in verschiedenen Kartenprojekten angezeigt. |
| Beschreibung             | Kurze Beschreibung des Naturdenkmals |
| Fläche                   | Fläche des Naturdenkmals in Hektar (ha) |
| Datum                    | Datum oder Jahr der Unterschutzstellung |
| Weitere Bilder vorhanden | Das Symbol bedeutet, dass weitere Fotos des Objekts verfügbar sind. Durch Klicken des Symbols werden sie angezeigt. |
| Eigenes Foto hochladen   | Durch Klicken des Symbols können weitere Fotos des Objekts in das Medienarchiv Wikimedia Commons hochgeladen werden. |